# Ugazi Manterola
Ugazi Manterola Leuda (Zarauz, 18 de noviembre de 2004) es una jugador de balonmano española que juega de extremo en el Zuazo y en la selección española.

## Trayectoria
Ugazi Manterola empezó su carrera en el Aiala Zarautz, con el que llegó a jugar en la División de Honor Plata con 16 años, para, en 2024, mudarse al equipo del Balonmano Zuazo, dónde juega en División de Honor.
Participaba en entrenamientos con el equipo de División de Honor con el bera bera pero sufrió una lesión que le apartó de la fase de ascenso a División de Honor Oro del Aiala Zarautz.

### Selección española
Forma parte de la selección española desde 2018 cuando fue llamada por primera vez por la Selección Promesas. Habitual con la selección española juvenil (2021 y 2022), con la que consiguió 61 goles en 23 partidos y participó en la selección que consiguió el puesto 17 en el Mundial Sub-18 de 2022 y la medalla de bronce en el Campeonato de Europa júnior de 2021.
Con la selección júnior (de 2022 a 2024), Manterola disputó 17 partidos, marcando 25 goles y volvió a conseguir el puesto 17 en Campeonato del Mundo Sub-20, tras la llamada de Joaquín Rocamora y compartió selección con Ester Somaza, Lyndie Tchaptchet, Eider Poles o Carmen Arroyo.
Con la selección absoluta jugó su primer partido internacional con el combinado nacional el 30 de octubre de 2022, en el Torneo Internacional de España sustituyendo a Maitane Etxeberria y fue una de las llamadas por Ambros Martín para la primera concentración de la Selección tras los Juegos Olímpicos de París 2024.

## Enlaces web
- Ugazi Manterola en la página web de la EHF
- Cuenta en X (anteriormente Twitter) @ugazimanterolaa